# چوب‌بر

در قاره آمریکای شمالی به کسی که کارش درخت‌بری و الوارسازی است چوب‌بُر لامبرجک یا درخت‌انداز می‌گویند.
چوب‌بر یک کارگر در صنعت چوب‌بری است که برداشت اولیه از محصولات جنگل شغل اوست. ریشه این اصطلاح به زمانی در آمریکا باز می‌گردد که از ابزارهای دستی برای بریدن درختان استفاده می‌شد.  کار آن چوب‌بران سخت و طاقت‌فرسا بود و درآمد کمی به دست می‌آوردند.